# Хюльсхофф, Барри
Барри Хюльсхофф (нидерл. Barry Hulshoff; 30 сентября 1946, Девентер, Оверэйссел — 16 февраля 2020, Абкауде, Утрехт) — нидерландский футболист и тренер.

## Биография

### Клубная карьера
Барри Хюльсхофф начал свою футбольную карьеру в амстердамском «Аяксе», его дебют за клуб состоялся 9 января 1966 года в матче против «Фейеноорда». Молодой защитник сразу стал неотъемлемой частью обороны «Аякса». В составе «Аякса» семь раз становился чемпионом Нидерландов и четырежды завоёвывал кубок Нидерландов. В начале 70-х Барри трижды выиграл кубок Чемпионов в 1971, 1972 и 1973 году, а также суперкубок Европы (1972 и 1973) и Межконтинентальный кубок (1972).
За 11 лет, проведённых в «Аяксе», Хюльсхофф сыграл 283 матча и забил 17 мячей. Барри был частью команды, которая на тот момент именовалась не иначе как «Золотой Аякс». После ухода из «Аякса» в 1977 году Хюльсхофф присоединился к клубу «МВВ» из города Мастрихт. В составе «МВВ» Барри провёл два сезона, отыграв 53 матча и забив 5 мячей. В 1979 году Хюльсхофф завершил карьеру игрока в возрасте 33 лет.

### Карьера в сборной
В национальной сборной Нидерландов Барри дебютировал 10 октября 1971 года в матче против сборной Германии, который завершился победой нидерландцев со счётом 3:2, в том матче Хюльсхофф забил и свой первый гол за сборную. Всего Барри в период с 1971 по 1973 год провёл 14 матчей и забил 6 мячей. Свою последнюю игру за сборную Хюльсхофф провёл 18 ноября 1973 года против сборной Бельгии, матч завершился со счётом 0:0.

### Тренерская карьера
В 1989 году Барри стал главным тренером бельгийского клуба «Льерс» из города Лир. Под руководством Хюльсхоффа «Льерс» в чемпионате Бельгии сезона 1989/90 занял 12 место, а годом позже в сезоне 1990/91 клуб занял 11 место. В 1991 году Барри покинул пост главного тренера «Льерса», лишь четыре года спустя в 1995 году Барри вернулся к тренерской работе, став главным тренером бельгийского «Беверена». В «Беверене» Барри проработал один сезон, под его руководством клуб занял 17, предпоследнее место, и вылетел дивизионом ниже. С 2002 по 2003 год Хюльсхофф работал техническим директором в клубе «Виллем II». С 2004 года Барри работал техническим директором в американском клубе «Аякс Америка», который был расформирован в 2007 году.

## Статистика

### Матчи Хюльсхоффа за сборную Нидерландов
| Матчи Хюльсхоффа за сборную Нидерландов | Матчи Хюльсхоффа за сборную Нидерландов | Матчи Хюльсхоффа за сборную Нидерландов | Матчи Хюльсхоффа за сборную Нидерландов | Матчи Хюльсхоффа за сборную Нидерландов | Матчи Хюльсхоффа за сборную Нидерландов |
| --------------------------------------- | --------------------------------------- | --------------------------------------- | --------------------------------------- | --------------------------------------- | --------------------------------------- |
| №                                       | Дата                                    | Соперник                                | Счёт                                    | Голы Хюльсхоффа                         | Соревнование                            |
| 1                                       | 10 октября 1971                         | ГДР                                     | 3:2                                     | 1                                       | Чемпионат Европы 1972 (отбор)           |
| 2                                       | 17 ноября 1971                          | Люксембург                              | 8:0                                     | 1                                       | Чемпионат Европы 1972 (отбор)           |
| 3                                       | 1 декабря 1971                          | Шотландия                               | 2:1                                     | 1                                       | Товарищеский матч                       |
| 4                                       | 16 февраля 1972                         | Греция                                  | 5:0                                     | 2                                       | Товарищеский матч                       |
| 5                                       | 3 мая 1972                              | Перу                                    | 3:0                                     | —                                       | Товарищеский матч                       |
| 6                                       | 30 августа 1972                         | Чехословакия                            | 2:1                                     | —                                       | Товарищеский матч                       |
| 7                                       | 1 ноября 1972                           | Норвегия                                | 9:0                                     | —                                       | Чемпионат мира 1974 (отбор)             |
| 8                                       | 19 ноября 1972                          | Бельгия                                 | 0:0                                     | —                                       | Чемпионат мира 1974 (отбор)             |
| 9                                       | 28 марта 1973                           | Австрия                                 | 0:1                                     | —                                       | Товарищеский матч                       |
| 10                                      | 2 мая 1973                              | Испания                                 | 3:2                                     | —                                       | Товарищеский матч                       |
| 11                                      | 22 августа 1973                         | Исландия                                | 5:0                                     | —                                       | Чемпионат мира 1974 (отбор)             |
| 12                                      | 29 августа 1973                         | Исландия                                | 8:1                                     | —                                       | Чемпионат мира 1974 (отбор)             |
| 13                                      | 12 сентября 1973                        | Норвегия                                | 2:1                                     | 1                                       | Чемпионат мира 1974 (отбор)             |
| 14                                      | 18 ноября 1973                          | Бельгия                                 | 0:0                                     | —                                       | Чемпионат мира 1974 (отбор)             |

Итого: 14 матчей / 6 голов; 11 побед, 2 ничьи, 1 поражение.

## Достижения
- Чемпион Нидерландов: 1966, 1967, 1968, 1970, 1972, 1973, 1977
- Обладатель кубка Нидерландов: 1967, 1970, 1971, 1972.
- Обладатель Межконтинентального кубка: 1972
- Обладатель Суперкубка УЕФА: 1972, 1973
- Обладатель кубка Чемпионов: 1971, 1972, 1973

## Интересный факт
Хюльсхофф снялся в эпизоде фильма «Голландский тур», в котором играл известный нидерландский актёр и певец Вим Сонневельд, фильм вышел в 1974 году.